# Eleições parlamentares europeias de 2009 (Áustria)
As eleições parlamentares europeias de 2009 na Áustria foram realizadas a 7 de junho para eleger os 17 assentos do país para o Parlamento Europeu.

## Resultados Nacionais
| Partido                 | Partido                          | Votos     | %               | +/-   | Deputados | +/-     |
| ----------------------- | -------------------------------- | --------- | --------------- | ----- | --------- | ------- |
|                         | Partido Popular                  | 858 921   | 29,98 / 100,00  | 2,72  | 6 / 17    | Estável |
|                         | Partido Social-Democrata         | 680 041   | 23,74 / 100,00  | 9,59  | 4 / 17    | 3       |
|                         | Lista Hans-Peter Martin          | 506 092   | 17,67 / 100,00  | 3,69  | 3 / 17    | 1       |
|                         | Partido da Liberdade             | 364 207   | 12,71 / 100,00  | 6,40  | 2 / 17    | 1       |
|                         | Os Verdes - Alternativa Verde    | 284 505   | 9,93 / 100,00   | 2,96  | 2 / 17    | Estável |
|                         | Aliança para o Futuro da Áustria | 131 261   | 4,58 / 100,00   | Novo  | 0 / 17    | Novo    |
|                         | Outros                           | 39 594    | 1,36 / 100,00   |       | 0 / 17    |         |
| Votos Inválidos         | Votos Inválidos                  | 60 511    | 2,07 / 100,00   | 0,50  |           |         |
| Total                   | Total                            | 2 925 132 | 100,00 / 100,00 |       | 17 / 17   | 1       |
| Eleitorado/Participação | Eleitorado/Participação          | 6 362 761 | 45,97 / 100,00  | 3,54  |           |         |
| Fonte                   | Fonte                            | [ 1 ]     | [ 1 ]           | [ 1 ] | [ 1 ]     | [ 1 ]   |